# 阿尔巴斯 (奥德省)
阿尔巴斯（法語：Albas，法語發音：[albas] ⓘ）是法国奥德省的一个市镇，属于纳博讷区。

## 地理
阿尔巴斯（43°0'22"N, 2°44'3"E）面积22.69 平方千米，位于法国奧克西塔尼大區奥德省，该省份为法国南部沿海省份，北起塔恩省，西北接上加龙省，西接阿列日省，南至东比利牛斯省，东临地中海，东北与埃罗省接壤。
与阿尔巴斯接壤的市镇（或旧市镇、城区）包括：卡斯卡斯泰勒-德科比耶尔、迪尔邦科比耶尔、丰容库斯、容基耶尔、坎蒂扬、塔莱朗。
阿尔巴斯的时区为UTC+01:00、UTC+02:00（夏令时）。

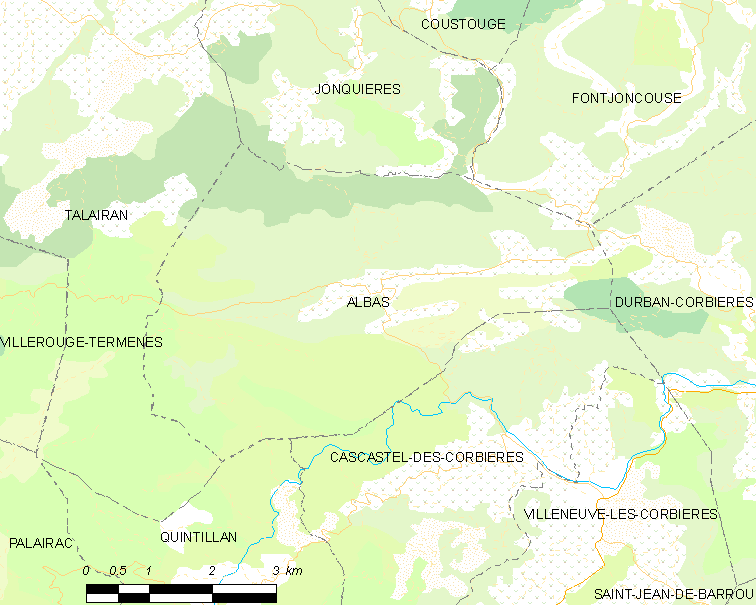
阿尔巴斯的OSM定位图

## 行政
阿尔巴斯的邮政编码为11360，INSEE市镇编码为11006。

## 政治
阿尔巴斯所属的省级选区为莱科比耶尔县。

## 人口

1962-2008年间阿尔巴斯人口变化图示

阿尔巴斯于2022年1月1日时的人口数量为78人。